# Krępiny (województwo kujawsko-pomorskie)
Krępiny – kolonia w Polsce położona w województwie kujawsko-pomorskim, w powiecie włocławskim, w gminie Fabianki.
W latach 1975–1998 miejscowość administracyjnie należała do województwa włocławskiego.
Inne miejscowości o podobnej nazwie:
- Krępiny
- Krępiec